# حیاط

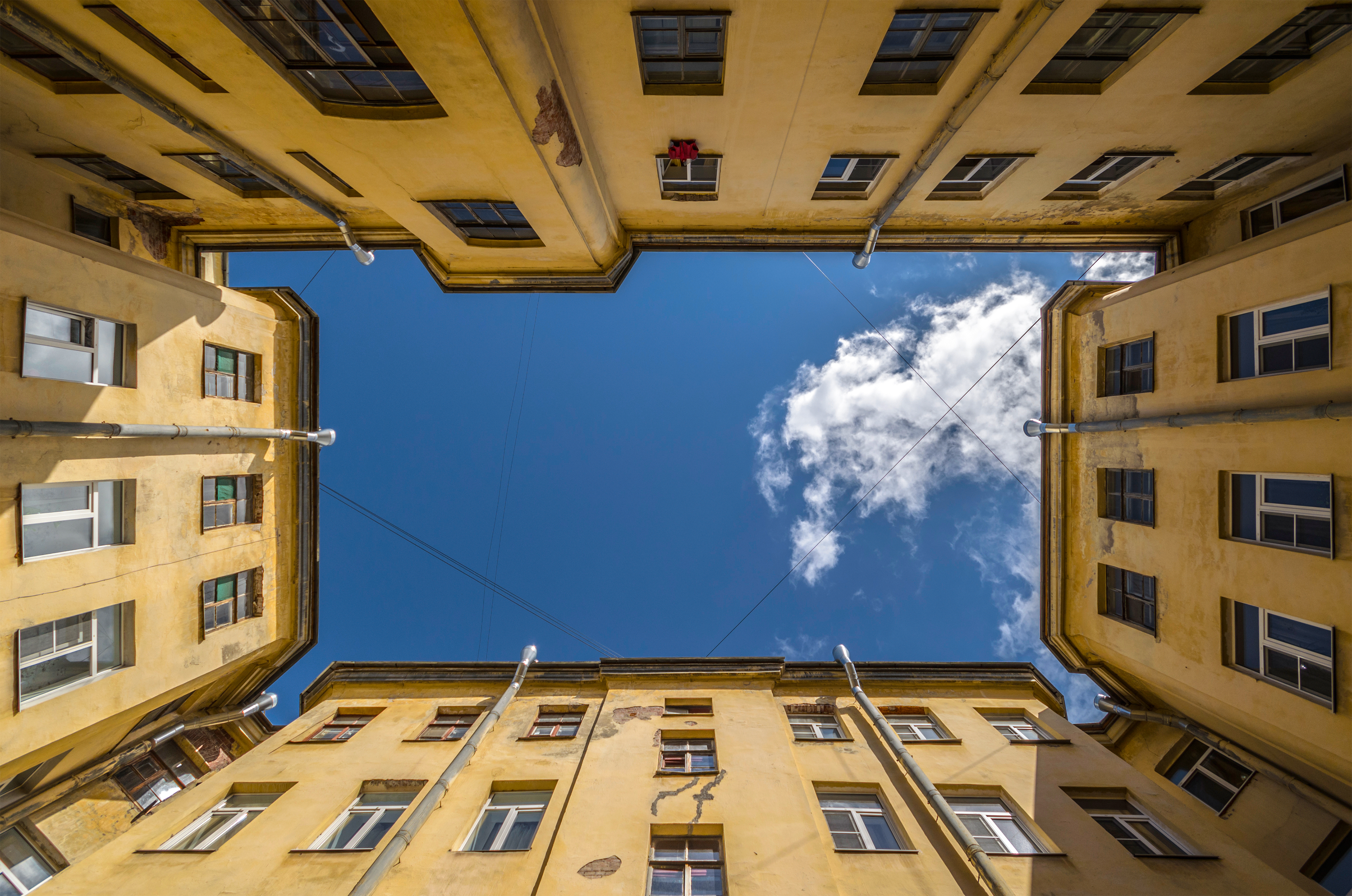
نمایی از حیاط داخلی یک ساختمان مسکونی.

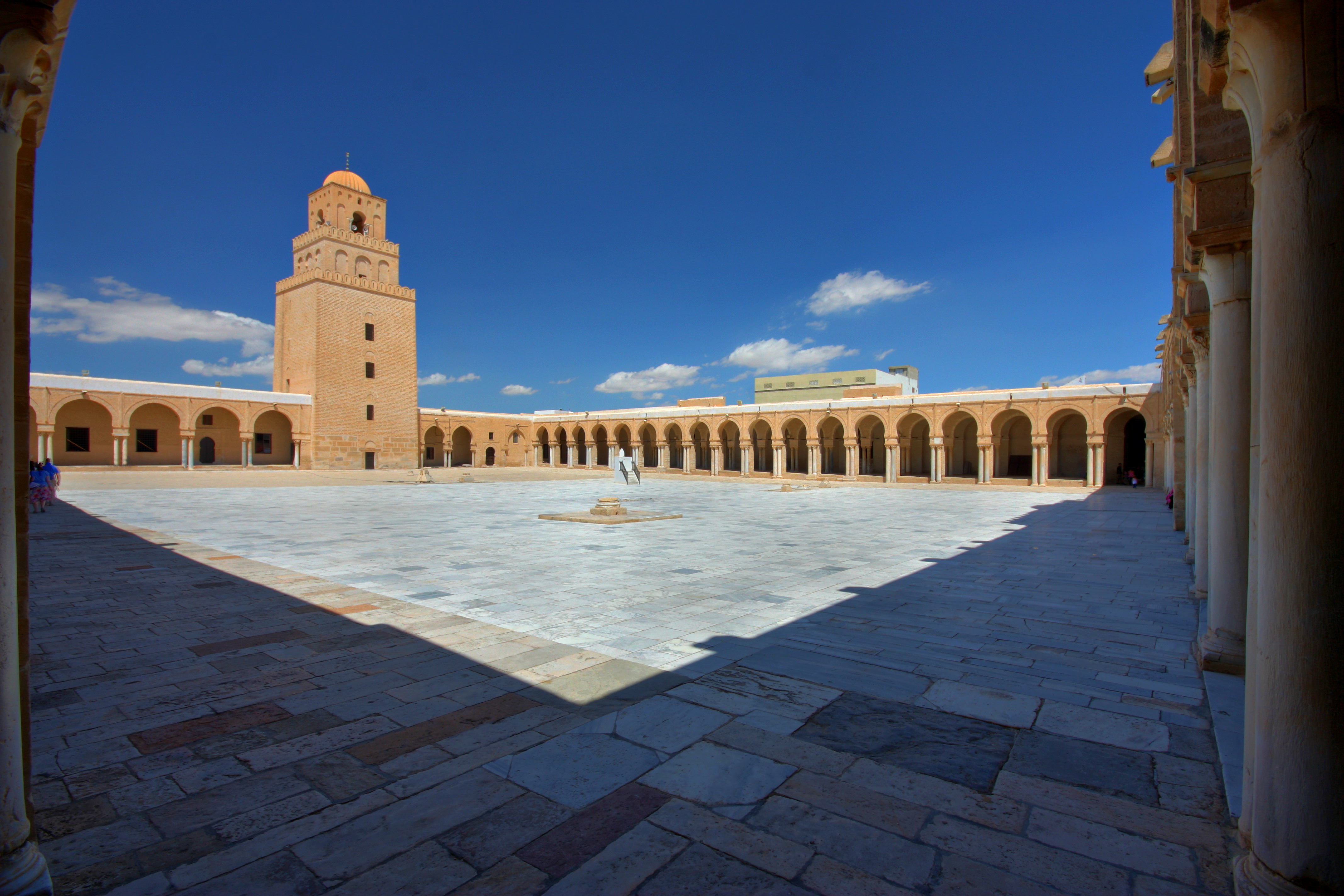
حیاط عریض مسجد جامع قیروان در تونس احاطه شده با ایوان‌های قوسی

حیاط فضایی در معماری است که دو کاربرد ذیل را دارد:
- صحن خانه و زمین جلوی ساختمان که اطراف آن محصور باشد.
- آن قسمت از عرصه که در اشتغال ساختمان نباشد، معمولاً محصور، گل‌کاری و درختکاری می‌شود.[۱][۲]

## در قدیم
حیاط در خانه‌های قدیمی مرکز و قلب ساختمان بوده‌است. حیاط مرکزی همراه با ایوان در هر سمت، ویژگی‌ای بود که از گذشته‌های دور در معماری ایرانی به چشم می‌آمد. همچنین حیاط محلی برای برگزاری مراسم مختلف نظیر مراسم مذهبی، عروسی و تجمع اقوام بوده و معمولاً چهار گوش بود. ابعاد حیاط را تعداد و عملکرد فضاهای اطراف آن تعیین می‌کنند. هر حیاط معمولاً یک حوض و چند باغچه دارد که بسته به شرایط مختلف محلی نظیر آب و هوا و عوامل فرهنگی اشکال متفاوتی می‌یابد.

## از نظر لغوی
حیاط در فرهنگ دهخدا به معنی محوطه و هرجای دیوار بست و سرای و خانه آمده‌است. واژه‌های دیگری مثل ساحت، صحن، میان‌سرا، صحن‌سرای نیز به همین معنی هستند. 

## استفاده‌های حیاط در ایران
از حیاط در خانه‌های ایرانی به شکل‌های مختلف استفاده شده‌است. بعضی از این موارد به اختصار چنین است:
- حیاط، به عنوان نشانهٔ حریم تملک.
- حیاط، وحدت‌دهندهٔ چند عنصر خانه.
- حیاط، ارتباط دهندهٔ چند فضا.
- حیاط، به عنوان یک هواکش مصنوعی برای گذر جریان بادهای مناسب.
- حیاط، عنصری مهم برای سازماندهی فضاهای مختلف.
- حیاط، به عنوان حریمی امن و آرام برای آسایش خانواده.

در معماری مسکن خانه‌های حیاط دار، یک یا چند مورد از عملکردهای یاد شده را می‌توان مشاهده کرد. شاید ابتدایی‌ترین نحوهٔ کاربرد حیاط برای ایجاد نشانه‌ای از تملک باشد. البته ایجاد حصار صرفاً به وسیله دیوار‌های بلند صورت نگرفته‌است. در مناطقی مثل دشت گیلان، با احداث پرسین‌هایی از دیرک‌های چوبی و شاخه‌های درختان این حریم را مشخص کرده‌اند. بعضی از قبایل کوچ نشین، حریم سیاه چادر‌های خود را با دیوار کوتاه سنگی معین می‌کنند.
خانه‌های بیشتر آبادی‌های ایران، به خصوص مناطق روستایی، متشکل از عناصری چون مسکن، انبار، طویله و چیزهایی از این قبیل است. این عناصر یا در طرح کلی مسکن گنجانده شده و به‌طور مثال طبقهٔ زیر زمین یا طبقهٔ همکف به انبار، طویله، اتاق کار اختصاص داده شده یا در یک محوطهٔ باز قرار گرفته‌اند. در این حالت حیاط، با ایجاد یک حصار در دور این عناصر آن‌ها را در بر می‌گیرد. حیاط افزون بر ایجاد وحدت بین عناصر، نوعی ارتباط پیمایشی بین آن‌ها ایجاد می‌کند، این ارتباط یا از ورودی ساختمان به مقصد دیگر فضاهای پراکنده مثل انبار، آغل و غیره در حیاط صورت می‌گیرد یا با استقرار محوطهٔ اصلی تابستانی و زمستانی در جبهه‌های مختلف ارتباط دهندهٔ بخش‌های اصلی خانه است.
ایجاد یک فضای سرسبز و خرم با حوض آب در شکل‌های مختلف آن و استفاده از حیاط به عنوان منظری زیبا برای ساکنان داخل اتاق ها یا فضاهایی چون تالار و صفه و نشیمن‌گاهی برای عصرها و غروب تف دیده مناطق گرم و کویری، از دیگر موارد استفادهٔ حیاط است.

## حیاط در ایران
در مواردی نیز حیاط سرسبزی زیاد را نمی‌طلبد؛ زیرا وجود درختان و گیاهان باعث شرجی بیشتر می‌شود و تشدید گرما و رطوبت را به همراه دارد. از این‌رو در شهر چون بوشهر، باغ به فضایی با مساحت بسیار کم در خانه گفته می‌شود. حیاط در شهر، عبور دهنده جریان هوای مطبوع به فضاهای مختلف بوده در حین اینکه سازمان دهی فضاهای مختلف را در کنار خود به عهده داشته‌است. سازمان دهی فضاهای مختلف با توجه به عوامل مؤثر در آن یکی از با اهمیت‌ترین عملکردهای حیاط در طراحی خانه بوده‌است. با توجه به تأثیر گردش خورشید در جبهه‌های مختلف خانه، سازندگان آن هر جبهه را به فصلی و ساعتی اختصاص داده‌اند. با عنایت به این موضوع، جبههٔ رو یه آفتاب بخش زمستان نشین، جبههٔ پشت به آفتاب بخش تابستان‌نشین (در ساعاتی از روز) و جبههٔ غربی برای ساعاتی از روزهای سرد زمستان در نظر گرفته شده و برای پرهیز از تابش گزندهٔ آفتاب به جبههٔ شرقی، در بیشتر موارد در این قسمت طاق نما ساخته‌اند. همچنین در حیاط ورودی‌هایی به زیر زمین‌ها برای گذراندن روزهای گرم تابستان تعبیه شده‌است. در مناطقی چون یزد و کاشان بخش بزرگی از حیاط به صورت گودال باغچه ساخته شده‌است تا علاوه بر دسترسی بهتر به آب زیر گذر قنات‌ها، با کاشت درختان سرسبز و فضاهای درخور، محیطی خنک به‌وجود آورند.
عامل مؤثر دیگر در سازمان‌دهی، ایجاد حریم امن و آرام برای آسایش خانواده بوده‌است که خانه‌های حیاط دار درون‌گرا یا با ایجاد فضایی در گوشه‌ای از یک حیاط و خارج از محیط خصوصی خانواده یا با ساختن حیاطی دیگر به نام بیرونی به این هدف دست یافته‌اند. بناهای حیاط دار در ایران قدمتی در حدود هشت هزار سال دارند. بناهای مختلف و خانه به‌طور خاص تا رسیدن به شکل حیاط مرکزی کامل، زمانی در حدود شش هزار سال را طی کرده‌اند و در هرکدام از دوره‌های تاریخی حیاط یک یا چند کاربرد از آنچه یاد شده‌است را داشته. ابتدایی‌ترین روش محصور کردن یک سر پناه در داخل یک حصار را می‌توان در حصارهای سنگی دولمن‌هایی در آذربایجان مشاهده کرد. این حصارها هرچند که ارتفاع زیادی ندارند ولی نشانه‌ای از تفکر در مشخص کردن حدود مالکیت از طرف سازندهٔ آن می‌باشد. این نوع حصارها را هنوز هم می‌توان در مناطقی از ایران چون دشت گیلان و خانه‌های روستایی گالی پوش با حصاری به نام خانه محوطه مشاهده کرد. حیاط به عنوان رابط بین چند فضا در خانه‌های باستانی تپه زاغه متعلق به هزاره ششم کاوش شده‌است. خانه‌ها متشکل از دو بخش روباز (حیاط) و بسته با فضاهای مسکونی و غیر مسکونی بوده‌اند. فضاهای بسته به دو بخش برای استراحت و خواب و فعالیت‌های روزانه، نگهداری از حیوانات یا انبار کردن تولیدات کشاورزی تقسیم شده‌است. آغل آشپزخانه و بعضی انبارها نیز در حیاط قرار داشته‌اند. خانه‌ها دارای یک تا چند حیاط بوده‌اند. حیاط در شکل‌های کامل تر خود و نزدیک به حیاط مرکزی در یک ساختمان، معروف به ساختمان‌های سوخته در تپه حصار دامغان کاوش شده‌است. فضاهای مختلف مثل سالن مرکزی، انبارها، آشپزخانه و چند اتاق دیگر رو به حیاط باز می‌شدند.